# USS Carondelet (1861)
USS Carondelet – amerykańska pancerna kanonierka rzeczna typu City (Cairo) floty Unii z okresu wojny secesyjnej. 

## Budowa i opis
USS "Carondelet" była jedną z siedmiu kanonierek rzecznych typu City, nazywanego też typem Cairo, zbudowanych w zakładach Jamesa B. Eadsa. Zamówione zostały przez Armię USA w sierpniu 1861, z przeznaczeniem do wspierania wojsk lądowych w operacjach wzdłuż rzeki Missisipi i jej dopływów. 
"Carondelet" został zbudowany w stoczni w Carondelet (obecnie część Saint Louis) nad rzeką Missisipi, a wyposażany był w Cairo. Budowę rozpoczęto na przełomie września i października 1861, a okręt wodowano w październiku 1861. Wszedł do służby 15 stycznia 1862 jako pierwszy okręt serii, pierwszy okręt pancerny Unii i zarazem pierwszy specjalnie zbudowany okręt pancerny w Ameryce. "Carondelet" miał identyfikacyjne paski wokół kominów w kolorze czerwonym.
Okręt był konstrukcji drewnianej, o napędzie centralnym kołem łopatkowym, ukrytym w tylnej części kazamaty. Część nadwodna była przykryta czworoboczną kazamatą o silnie pochylonych ścianach z grubego drewna (61 cm z przodu i 30 cm z boków i tyłu). Kazamata była częściowo opancerzona płytami żelaznymi grubości 63 mm - na przedniej ścianie oraz pas długości ok. 18,3 m na bokach na śródokręciu, w rejonie kotłowni i maszynowni. Również sterówka była pokryta żelazem grubości 32 mm, na podkładzie drewnianym. 
Z powodu wrażliwości nieopancerzonej przedniej części ścian bocznych na ostrzał, część okrętów miała wzmacnianą osłonę w sposób improwizowany (np. "Cairo" w tym miejscu miał przykręcone zagięte szyny kolejowe). Brak jest informacji o ewentualnym wzmocnieniu pancerza "Carondelet", natomiast w grudniu 1862 admirał Porter raportował, że jego kotły zostały całkowicie osłonięte za pomocą dębowej kazamaty pokrytej żelazem. Jeszcze w lutym 1861, przed bitwą o Fort Henry, urządzono prowizoryczną drewnianą barykadę zabezpieczająca kotły. Wiosną 1864, podczas ekspedycji na Red River, zdjęto z okrętu opancerzenie w celu jego odciążenia i być może już go nie założono z uwagi na brak potrzeb.
Uzbrojenie "Carondelet" składało się z 13 dział, umieszczonych w strzelnicach w kazamacie oraz dodatkowo jednego 12-funtowego działa pokładowego. W jego skład wchodziły 4 działa gładkolufowe 8-calowe, 1 działo gwintowane 50-funtowe, 1 działo gwintowane 42-funtowe, 1 działo gwintowane 30-funtowe, 6 dział 32-funtowych i 1 działo 12-funtowe. W maju 1863 pięć dział 32-funtowych zostało zamienione na 3 działa 9-calowe (zapewne Dahlgrena). Do stycznia 1864 szóste działo 32-funtowe i jedno 42-funtowe zostały zastąpione przez dwa 100-funtowe gwintowane.

## Służba
Podobnie, jak inne jednostki tego typu, "Carondelet" wszedł w styczniu 1862 w skład Zachodniej Flotylli Kanonierek Armii USA i aktywnie działał podczas kampanii na Missisipi i jej dopływach.
Debiutem bojowym okrętu był atak na Fort Henry nad rzeką Tennessee 6 lutego 1862, podczas którego wraz z trzema innymi kanonierkami przez godzinę ostrzeliwał fort, doprowadzając do jego kapitulacji. Według konfederatów, szczególnie skuteczny był ogień "Carondelet". Okręt wystrzelił 107 pocisków został trafiony 9-10 razy, bez większych uszkodzeń i strat w załodze. 7 lutego "Carondelet" przetransportował dwie kompanie żołnierzy, którzy zniszczyli most kolejowy w Danville.
Tydzień później, "Carondelet" wziął udział w ataku na Fort Donelson. 12 lutego 1862 przeprowadził  rozpoznanie, ostrzeliwując kilkoma pociskami fort. 13 lutego "Carondelet" samotnie ostrzeliwał fort w celu odwrócenia uwagi od ruchów wojsk; w pojedynku ogniowym wystrzelił 139 pocisków, lecz sam został uszkodzony 6,5-calowym pociskiem, który przebił lewą przednią ścianę i ranił 12 ludzi, mimo to nie trafił kotłów dzięki improwizowanej osłonie. Po południu dalej nękał fort, wystrzeliwując jeszcze 45 pocisków (zdaniem konfederatów, ostrzał tego dnia był skuteczniejszy, niż całej flotylli dnia następnego). W generalnym ataku 14 lutego "Carondelet" został poważnie uszkodzony, podobnie jak pozostałe trzy kanonierki, lecz wycofał się jako ostatni. W toku walki rozerwało się dziobowe działo 42-funtowe, raniąc obsługę. Okręt został trafiony 54 razy (według innych danych, 35), straty wyniosły 4 zabitych i 29 rannych. Po zdobyciu Fortu Donelson przez wojska lądowe gen. Granta, okręt został odesłany do remontu w Mound City.
Następnie brał udział w atakach na wyspę nr.10 (marzec-kwiecień 1862) i Fort Pillow w Tennessee (kwiecień-maj 1862). 6 czerwca 1862 brał udział w bitwie pod Memphis, zakończonej zniszczeniem konfederackiej Floty Obrony Rzeki. W czerwcu operował także na White River.
W lipcu 1862 "Carondelet" starł się z konfederackim okrętem pancernym CSS "Arkansas" na rzece Yazoo. W listopadzie i grudniu 1862 działał na rzece Yazoo..
W kwietniu-maju 1863 "Carondelet" operował pod Vicksburgiem oraz wspierał atak na Grand Gulf. 
W marcu-kwietniu 1864 "Carondelet" wziął udział w nieudanej ekspedycji na Red River. W grudniu 1864 działał na rzece Cumberland.
Według opinii niektórych autorów, "Carondelet" był najsłynniejszą i najbardziej aktywną kanonierką rzeczną czasów wojny secesyjnej.